# 點紋條鰍
點紋條鰍（學名：Nemacheilus stigmofasciatus）為輻鰭魚綱鯉形目條鰍科條鰍屬的其中一種。分布於亞洲印度卡納塔克邦淡水流域，體長可達3.8公分，棲息在河川底層水域，生活習性不明。

## 扩展阅读
維基物種上的相關：點紋條鰍